# Yvone Duruz
Yvone Duruz (* 1. Mai 1926 in Bern; † 8. Mai 2007 in Montréal, Bürgerin von Murist) war eine Schweizer Künstlerin und Mitglied der Gruppe Mouvement. Sie war Malerin, Zeichnerin, Plastikerin, Graveurin, Keramikerin und unterrichtete Malerei und Zeichnen.

## Biografie
Yvone Duruz studierte Modellieren und Bildhauerei an der Gewerbeschule Bern und am Technikum in Freiburg. Dann studierte sie Malerei in Paris an der Académie de la Grande Chaumière und an der Académie Julian sowie in London an der Heatherley Art School. In Bern widmete sie sich der Malerei und dem Zeichnen im Atelier von Max von Mühlenen.
Duruz war Gründungsmitglied der Groupe Mouvement, die 1957 gegründet wurde und der Jean-Claude Fontanaz, Teddy Aeby, Emile Angéloz und Jean-Jacques Hofstetter angehörten. Sie unterrichtete an der École des beaux-arts in Sitten und an der Universität in Québec. Sie wohnte die letzten Jahre in Montreal.

## Werk
Duruz ist bekannt für ihre Gemälde, Grafiken, Zeichnungen und Keramikwerke. Sie schuf auch Metallplastiken. In einer frühen Phase malte sie abstrakte Aquarelle, die an Meereslandschaften, Dünen oder Wüsteneien und an Zellen oder Knospen erinnern. Dann malte sie schematisierte Figuren; sie reduzierte die Formen und die Farbkomposition auf wenige Elemente und schuf damit eine gewisse Dramatik, zum Beispiel in Bildern zu Spiegelungen, Prostituierten oder der Mythologie des Rings.
Sie publizierte Kunstbücher. 1978 veröffentlichte sie La céramique chez soi en 18 leçons.

## Ausstellungen (Auswahl)
Ausser in der Schweiz (Freiburg, Genf, Bern, Zürich, Luzern, Sion, Martigny) stellte sie auch in Paris, Lyon, London, Madrid, São Paulo und Montreal aus.

## Auszeichnungen (Auswahl)
- 1960 Bundesstipendium für Kunst
- 1966 Ancona, Goldmedaille der internationalen Ausstellung für grafische Kunst
- 1967 Ancona, Ehrendiplom und Medaille anlässlich der IIe Biennale d'art graphique
- 1967 Paris, Pierre Dupont-Malerpreis der Schweizer Botschaft